# ألكسندر يوحنا كوزا

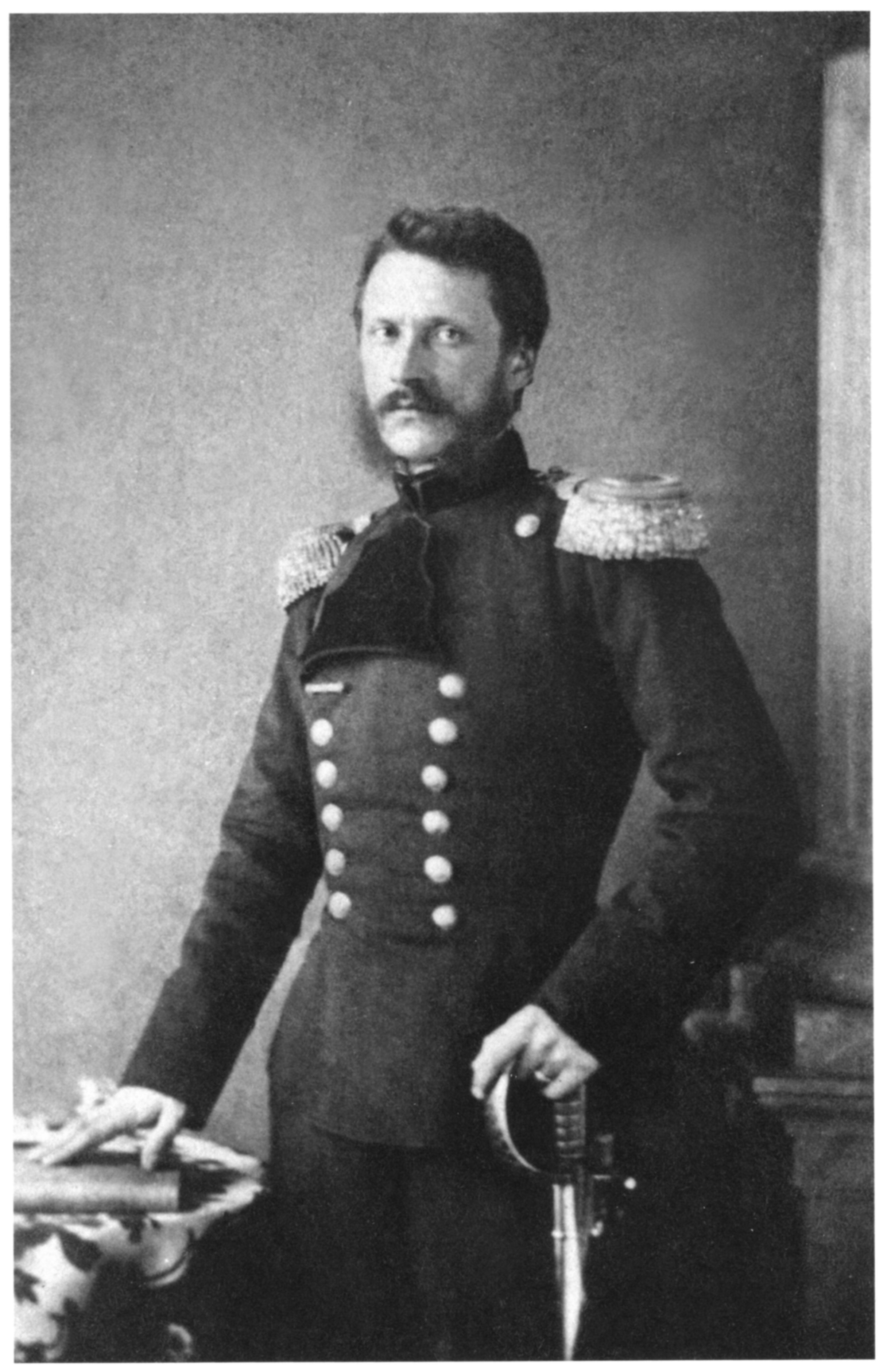

ألكساندرو يوحنا كوزا أو ألكساندرو إيوان كوزا (20 مارس 1820 - 15 مايو 1873) (بالرومانية: Alexandru Ioan Cuza) كان أمير مولدوفا، والحاكم لإمارات رومانيا. كان شخصية بارزة للثورة عام 1848 في مولدوفا. دشن سلسلة من الإصلاحات التي ساهمت في تحديث المجتمع الروماني وهياكل الدولة.

## روابط خارجية
- ألكسندر يوحنا كوزا على موقع الموسوعة البريطانية (الإنجليزية)